# 若い日本の歌/日本の朝
『若い日本の歌/日本の朝』（わかいにっぽんのうた/にっぽんのあさ）は、1967年10月25日に発売された、ジャニーズの15枚目にして最後のシングルである。品番:SV-645

## 概要
両A面シングル。 
オリコンチャート前のジャニーズ事務所（現 : STARTO ENTERTAINMENT）の最後の作品となった。翌年の9月にフォーリーブスがデビューして永田英二、ジューク・ボックス、ハイソサエティー等々と 次々とジャニーズ事務所の歌手がデビューしてゆく。
第22回文部省芸術祭参加作品。
2024年11月時点で未CD化。

## 収録曲
A面・B面共に、作詞：石原慎太郎/作曲・編曲：いずみたく/演奏:新室内楽協会
1. 若い日本の歌 [2:45]
2. 日本の朝 [2:18]